# Valentin Bender
Pour les articles homonymes, voir Bender.
Valentin Bender, né à Bechtheim, près de Worms en Allemagne le 19 septembre 1801 et décédé à Bruxelles le 14 avril 1873  est un chef d'orchestre et compositeur belge.

## Sa carrière
Valentin Bender avait commencé une carrière de musicien militaire dans diverses armées, d'abord dans celle du royaume uni des Pays-Bas, puis dans l'armée française et enfin dans la nouvelle armée belge où il devint dès 1830 chef de la musique du premier régiment de Ligne où il put donner libre cours à ses dons de musicien militaire.
Le roi Léopold Ier remarqua son talent et lui demanda de former un corps de musiciens militaires qui pourraient donner du faste lors des représentations officielles avec la présence du roi. Ce fut l'acte de naissance de la Musique des Guides.
Il fut également franc-maçon membre de la loge « Les Amis philanthropes »(no 1) de Bruxelles (Grand Orient de Belgique).

## Œuvres musicales
Son nom est resté connu jusqu'à nos jours en tant que compositeur de la fameuse "Marche du Premier Régiment des Guides".
Il est également l'auteur de l'harmonisation rendue officielle par arrêté ministériel du 5 juin 1873 de la Brabançonne.

## Vie privée
Valentin Bender, né à Berchtheim (Hesse, Rhénanie) le 4e jour complémentaire an neuf, demeurant à Bruxelles rue Notre-Dame aux Neiges, fils de Nicolas Bender, cultivateur, demeurant à Berchtheim, et de feu Anne Marie Bottelberger a épousé à Bruxelles le 26 décembre 1837, Marie-Henriette Opdenbosch, née à Bruxelles, le 21 juillet 1810, demeurant rue des Bouchers, fille de Henri Joseph Opdenbosch, maître boucher issu d'une vieille famille bruxelloise de doyens de la Corporation des Bouchers, né le 12 janvier 1777, et d'Anne-Françoise Crabbe.
À cette occasion le roi décerna à Valentin Bender, en guise de cadeau de mariage, la croix de chevalier de l'ordre de Léopold.